# La costeña y el cachaco
La costeña y el cachaco é uma telenovela colombiana produzida e exibida pela RCN Televisión entre 10 de fevereiro de 2003 e 29 de agosto de 2004.
Foi protagonizada por Jorge Enrique Abello e Amada Rosa Pérez e antagonizada por Geraldine Zivic.

## Sinopse
Antonio Andrade é um engenheiro de petróleo acostumado à vida na capital. Devido a certas circunstâncias, ele é obrigado a se mudar para a cidade litorânea de Santa Marta, onde é quase impossível para ele se adaptar à vida calma e pacífica dos habitantes do litoral, ganhando até a antipatia de alguns de seus vizinhos e colegas de trabalho. Ele conhece Sofía Granados, uma típica garota do litoral por quem se apaixona perdidamente, embora seus primeiros encontros não sejam agradáveis. Para ficarem juntos, eles terão que lutar contra relacionamentos passados que não querem deixá-los em paz.

## Elenco
- Jorge Enrique Abello ... Antonio Andrade "el cachaco"
- Amada Rosa Pérez ... Sofía Granados " la costeña"
- Géraldine Zivic ... Maria Elvira Narvaes
- Diego Trujillo ... Simón
- Alejandro Martínez ... Luciano 'Luchi'
- Gustavo Angarita Jr. ... Jose Luis 'Pepe Lucho' Ibarra
- Tatiana Renteria ... Natalia
- Ernesto Benjumea ... Sebastian Morales
- Luis Fernando García ... Pedro "Pote" Arango
- Carmenza Gómez ... Mercedes Viuda de Granados
- Humberto Dorado ... Vicente Granados
- Nicolás Montero ... Ricardo Segura
- Luis Eduardo Arango ... Rafael Padilla
- Jennifer Steffens ... Marina
- Vetto Gálvez ... Betto
- Jhon Bolivar ... Robert "el guajiro"
- Maribel Abello ... Laura de Arango
- Marcela Agudelo ... Martha
- Estefanía Borge ... Titina
- Mario Duarte ... Marcelo 'Chelo'
- Alberto Valdiri ... Ing. López
- Luisa Fernanda Giraldo ... Myriam de López
- Javier Gnecco ... Eduardo Andrade
- Maria Isabel Henao ... Mariana Andrade
- Rafael Martínez ... David
- Pedro Palacio ... Kike
- Pedro Roda ... Juan Diego
- Indhira Serrano ... Maria Jose
- Ana Karina Soto ... Eunice
- Luis Tamayo ... Pepe
- Flavio León ... Chalo
- Talú Quintero ... Beatriz
- Consuelo Moure ... Emma
- Nestor Alfonso Rojas ... Chichi

## Versões
En 2015, Televisa produziu uma adaptação chamada La vecina, protagonizada por Juan Diego Covarrubias e Esmeralda Pimentel.